# The Ultimate Sin
The Ultimate Sin é o quarto álbum de estúdio de Ozzy Osbourne em sua carreira solo. Foi lançado em 22 de fevereiro de 1986 e relançado em 22 de agosto de 1995. É o álbum que marca a participação final do guitarrista Jake E. Lee no trabalho de Osbourne.
O álbum foi premiado com disco de platina em maio de 1986 e com disco de platina duplo em outubro de 1994.

## Visão geral
The Ultimate Sin é o primeiro e único álbum de Osbourne com a participação do baixista Phil Soussan, que co-escreveu o single "Shot in the Dark". O baterista Randy Castillo, que antes havia tocado na banda de Lita Ford, também faz sua primeira participação no trabalho de Osbourne.
Após retornar do Betty Ford Center em 1985, onde ele havia passado por um tratamento devido a abuso de substâncias, Osbourne foi apresentado a uma quantidade substancial de música escrita por Jake E. Lee. Após ter sido enganado na declaração de composição e publicação no álbum de Osbourne de 1983, Bark At The Moon, Lee diz que recusou a contribuição em qualquer coisa até que tivesse em mãos um contrato garantindo seus créditos de composição e direitos de publicação. Grande parte do álbum foi baseado em suas músicas. As letras do álbum foram na maioria escritas pelo baixista Bob Daisley, que já trabalhava com Osbourne há tempos. Daisley saiu da banda antes das gravações, após ter discordâncias com Osbourne. Assim, Soussan foi contratado para sua substituição. Daisley não foi creditado pelas suas composições nas cópias iniciais de 1986, mas isso foi corrigido nas cópias subsequentes.
Jimmy DeGrasso, posteriormente baterista do Megadeth e do Y&T, trablahou com Lee e Daisley nas demos do álbum. Porém, com o compromisso de Osbourne no show de reunião do Black Sabbath no Live Aid, no verão de 1985, essa versão da banda se separou. Finalmente, Castillo e Soussan substituíram DeGrasso e Daisley ao iniciar das gravações.
O título de produção do álbum era Killer of Giants, a partir da canção de mesmo nome. Osbourne optou por mudar o título para The Ultimate Sin no último minuto. Em 1°de abril de 1986, foi gravada uma performance ao vivo para a promoção do álbum, em Kansas City, sendo lançada mais tarde no mesmo ano com o título de The Ultimate Ozzy. Em 1987, após a conclusão de várias turnês promovendo o álbum, o guitarrista Lee foi inesperadamente demitido através de um telagrama enviado pela mulher e manager de Ozzy, Sharon Osbourne. A justificação específica para a expulsão de Lee permanece desconhecida. Soussan, o baixista, também partiu, dada a reentrada de Bob Daisley no grupo.

## Recepção
| Críticas profissionais | Críticas profissionais |
| Avaliações da crítica  | Avaliações da crítica  |
| Fonte                  | Avaliação              |
| ---------------------- | ---------------------- |
| AllMusic               | [ 5 ]                  |

Na época de seu lançamento, The Ultimate Sin foi o álbum de Osbourne de maior sucesso nas paradas, já que o heavy metal desfrutava de uma explosão de popularidade durante o meado dos anos 1980. A RIAA premiou o álbum com o status de Platina em 14 de maio de 1986, pouco depois de seu lançamento. Em 26 de outubro de 1994, foi premiado com status de Dupla Platina. O ábum vendeu mais de dois milhões de cópias mundialmente. No Reino Unido, foi o último de quatro álbuns de Osbourne a conquistar a certificação de Prata (60 mil unidades vendidas) da British Phonografic Industry, em abril de 1986.

## Disponibilidade
Apesar de seu sucesso primário, The Ultimate Sin foi desde então retirado do catálogo de Osbourne e não foi relançado ou remasterizado junto com os outros álbuns de Osbourne em 2002 (assim como aconteceu com Just Say Ozzy e Live & Loud). Rumores disseram que a contínua batalha legal entre Osbourne e o baixista/compositor Phil Soussan pela canção de Soussan "Shot in the Dark" foi responsável pelos fracassos de relançamento do álbum. De qualquer modo, essas informações são infundadas, dado que o único processo legal entre eles foi sobre uma questão de contabilidade, resolvida no início dos anos 1990. A única versão disponível em CD de The Ultimate Sin é a remasterização de 1995. A versão original do álbum ainda é amplamente disponível na Austrália, com um CD de preço orçamentário.

## Faixas
Todas as canções escritas por Bob Daisley, Jake E. Lee e Ozzy Osbourne, exceto "Shot in the Dark", que teve a participação de Phil Soussan.
| Lado A |                          |         |  |
| N.º    | Título                   | Duração |  |
| 1.     | "The Ultimate Sin"       | 3:45    |  |
| 2.     | "Secret Loser"           | 4:08    |  |
| 3.     | "Never Know Why"         | 4:27    |  |
| 4.     | "Thank God for the Bomb" | 3:53    |  |
| 5.     | "Never"                  | 4:17    |  |

| Lado B |                     |         |  |
| N.º    | Título              | Duração |  |
| 1.     | "Lightning Strikes" | 5:16    |  |
| 2.     | "Killer of Giants"  | 5:41    |  |
| 3.     | "Fool Like You"     | 5:18    |  |
| 4.     | "Shot in the Dark"  | 4:16    |  |

## Créditos
- Ozzy Osbourne - vocal
- Jake E. Lee - guitarra
- Phil Soussan - baixo
- Randy Castillo - bateria
- Mike Moran - teclado